# Kaj Gustafsson
Kaj Gustafsson, né le 24 décembre 1928, à Helsinki, en Finlande, est un ancien joueur finlandais de basket-ball.